# 20
20 DC (XX) foi um ano bissexto começando na segunda-feira do calendário juliano. Na época, era conhecido como o Ano do Consulship de Marcus Valerius Messalla Barbatus e Cotta (ou, com menos frequência, ano 773 Ab urbe condita). A denominação 20 para este ano tem sido usada desde o início do período medieval, quando a era civil de Anno Domini se tornou o método prevalecente na Europa para denominar anos.

## Eventos
- Marco Valério Messala Barbato e Marco Aurélio Cota, cônsules romanos.[1]

## Mortes
- Hilel, o Ancião
- Vipsânia Agripina